# Чесночный хлеб

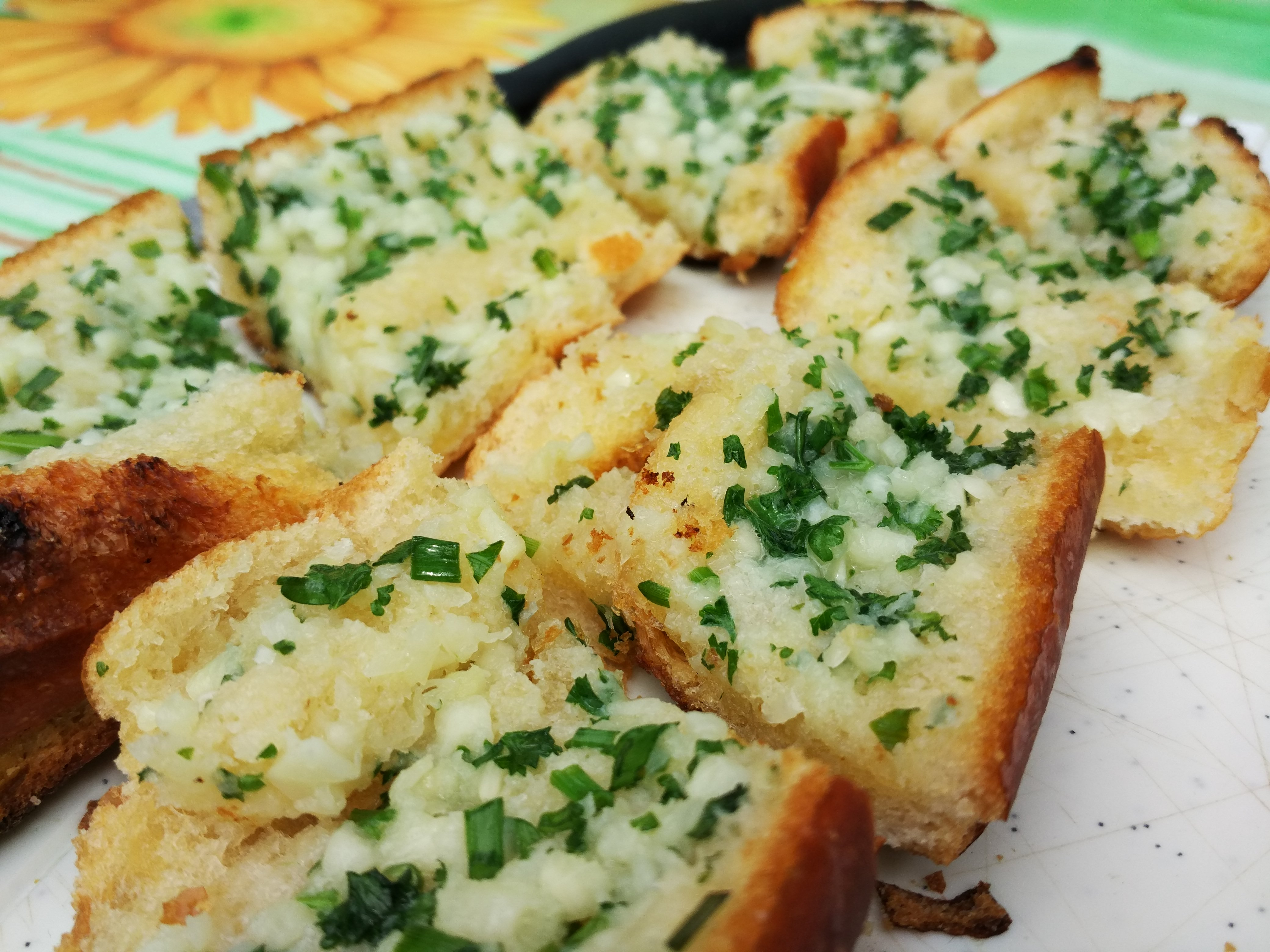
Чесночный хлеб

Чесночный хлеб — горячее закусочное блюдо итало-американской кухни из нарезанных тонкими ломтями багета или белой булки, подрумяненных до хрустящей корочки в духовом шкафу со сливочным маслом и чесноком, в некоторых рецептах с добавлением мелко нарезанной зелени.
Для приготовления чесночного хлеба багет надрезают почти до нижней корочки на ломти толщиной в 2—4 см и прокладывают каждый надрез чесночным маслом либо промазывают ломти сливочным маслом и добавляют в каждый разрез по раздавленному зубчику чеснока. Подготовленный таким образом хлеб затем завёрнутым в алюминиевую фольгу разогревают в духовке. Имеются также вариации приготовления чесночных пшеничных булок, которые надрезают, чтобы вынутый из них мякиш пропитать в предварительно распущенном чесночном масле и затем запечь. В США чесночный хлеб, произошедший от брускетты, прочно обосновался в меню итальянских ресторанов с конца 1940-х годов.